# Pogon albosignatum
Pogon albosignatum är en insektsart som beskrevs av William Lucas Distant. Pogon albosignatum ingår i släktet Pogon och familjen hornstritar. Inga underarter finns listade i Catalogue of Life.